# Sauerländer Gewerkverein
Der Sauerländer Gewerkverein der Metallarbeiter war eine der frühen christlichen Gewerkschaften. Gegründet wurde die Organisation 1899 in Neheim. Sie ging 1903 im Christlichen Metallarbeiterverband (CMV) auf.
Über die Bedeutung für die Lokal- und Regionalgeschichte hinaus ist der Verein ein Beispiel für das Entstehen einer gewerkschaftlichen Organisation überhaupt und in vielen Punkten charakteristisch für die christliche Gewerkschaftsbewegung im Besonderen. Dies gilt etwa für die lokale Wurzel dieser Organisationen und die Konflikte innerhalb der christlichen Gewerkschaften und des katholischen Milieus insgesamt.

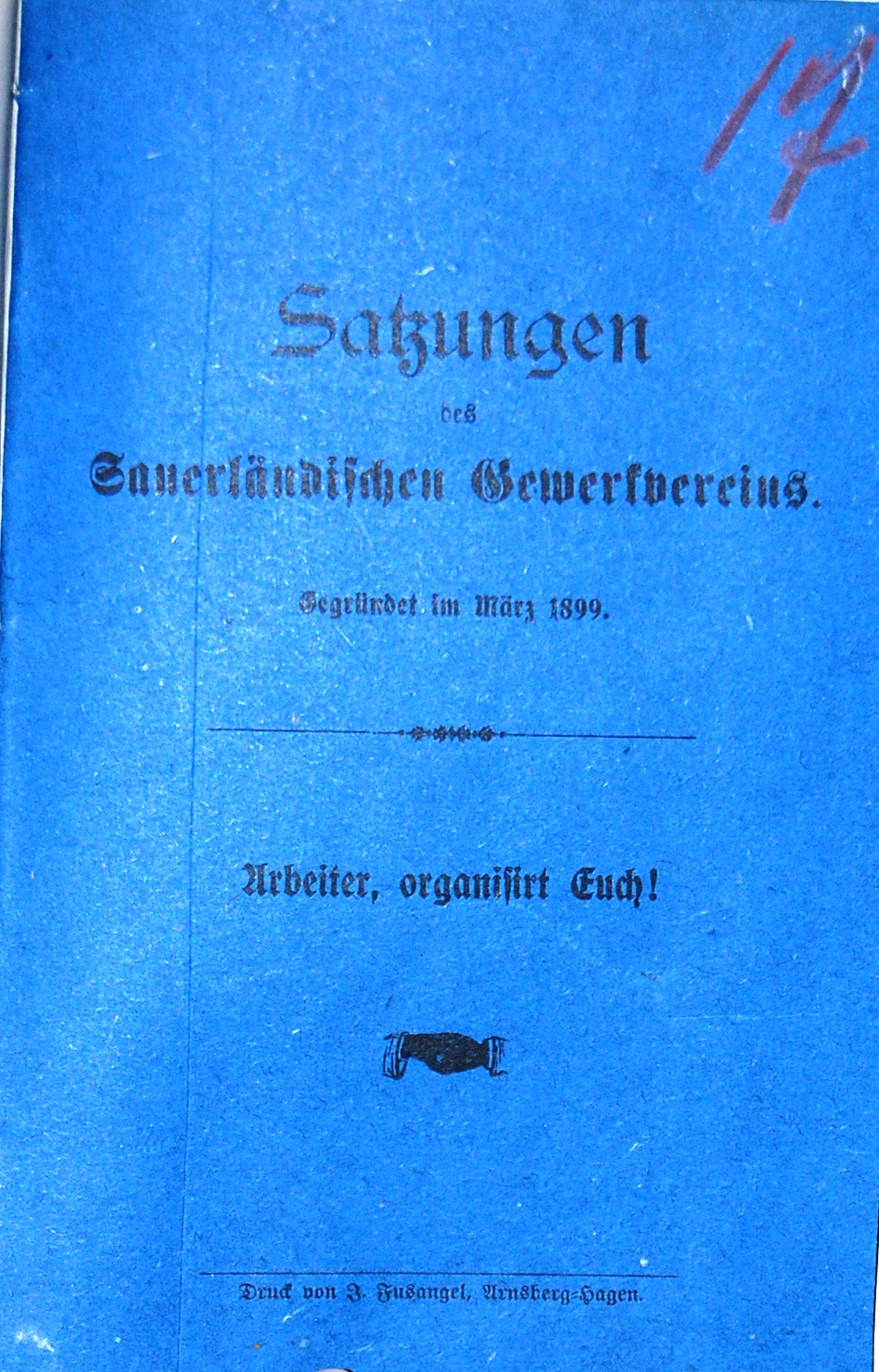
Deckblatt des Satzungs- und Mitgliedsbuches

## Geschichte
Die Stadt Neheim war seit der zweiten Hälfte des 19. Jahrhunderts ein Zentrum der Leuchtenindustrie. Die zahlreichen kleinen und mittleren Betriebe der Stadt konzentrierten sich dabei in erster Linie auf die Herstellung von Petroleumleuchten oder ihre Bestandteile aus Metall. Dieser Industriezweig erlebte in den 1890er Jahren eine Boomphase, geriet aber um die Jahrhundertwende unter anderem durch den Siegeszug der Gas- und Elektrobeleuchtung in eine Krise. Die Unternehmer reagierten mit Lohnkürzungen, Rationalisierungsmaßnahmen (Zerlegung der Arbeit in einzelne Arbeitsschritte) und der zunehmenden Einstellung von weiblichen Arbeitskräften.
Die vielfach handwerklich gebildeten Arbeitskräfte befürchteten einen Statusverlust und sahen auf Dauer durch die Frauenarbeit in der Produktion ihre Arbeitsplätze in Gefahr. Auch wenn es seit Jahrzehnten Versuche der sozialdemokratischen und liberalen Arbeiterbewegung gegeben hatte, in der Stadt Fuß zu fassen, sorgte erst die Krise der Leuchtenindustrie für den bislang fehlenden Schub.
Es kam zu spontanen Arbeitsniederlegungen und in diesem Zusammenhang zu dem Bestreben, sich einer Gewerkschaft anzuschließen. Als einer Stadt mit ganz überwiegend katholischer Bevölkerung kam der Anschluss an eine freie, d. h. sozialdemokratisch orientierte Gewerkschaft nicht in Frage. Der Versuch, eine Zahlstelle einer liberalen Gewerkschaft (Hirsch-Dunkersche Gewerkvereine) zu gründen, scheiterte am massiven Widerstand des Ortsgeistlichen. Da es noch keine überregionale aktive christliche Organisation gab, entschlossen sich die Protagonisten für eine lokale Gründung mit dem Ziel, auch die Arbeiter der übrigen Beschäftigten der Sauerländer Eisen- und Metallindustrie zu gewinnen.
Tatsächlich breitete sich die Organisation über verschiedene Industriegemeinden des Sauerlandes und angrenzender Gebiete aus. Zu Beginn hatte sie etwa 700 Mitglieder. Bis Ende des Jahres 1899 stieg die Mitgliederzahl auf etwa 1.500. Den Höchststand erreichte der Verein gegen Ende des Jahres 1900 mit über 2700 Mitgliedern. Mit dieser Mitgliederzahl gehörte der Gewerkverein zu den mittelgroßen Organisationen in der sich formierenden christlichen Gewerkschaftsbewegung, war zeitweise sogar die stärkste christliche Metallarbeiterorganisation, ehe er schließlich als Folge seiner regionalen Ausrichtung und dem damit beschränkten Organisationspotential hinter den ebenfalls 1899 gegründeten „Christliche Metallarbeiterverband“ deutlich zurückfiel. Dennoch war der Verein um die Jahrhundertwende zweifellos einer der Schwerpunkte der Metallarbeiterbewegung im Regierungsbezirk Arnsberg.
Seinen eigentlichen Schwerpunkt hatte der Gewerkverein im Kreis Arnsberg mit Anhängern in elf Orten. Der überwiegende Teil entfiel auf die Stadt Neheim und die unmittelbaren Nachbarorte. In Neheim entstanden zudem Tochtergründungen etwa für Saison- oder Holzarbeiter. Dort versuchte der Verein nicht nur durch Streiks und andere Maßnahmen die Arbeiterinteressen gegenüber den Arbeitgebern durchzusetzen, sondern wurde auch (kommunal-)politisch zu einem Sprachrohr der Arbeiterbevölkerung, da führende Gewerkschaftsmitglieder in den Stadtrat gewählt wurden.
Dem raschen Aufschwung folgte aber ein ebenso rascher Niedergang als Folge eines verlorenen Streiks im Jahr 1901. Die Streikkosten zwangen zur Beitragserhöhung und hatten eine massive Austrittswelle zur Folge.
Hinzu kam, dass der Verein in die internen Auseinandersetzungen der christlichen Gewerkschaften hereingezogen wurde. Während Gewerkschafter wie August Brust vom Christlichen Bergarbeiterverband auf mittlere Sicht für eine konfessions- und parteiübergreifende Einheitsgewerkschaft plädierten, warben besonders kirchennahe Gewerkschafter wie Franz Wieber vom CMV für eine strikt katholische Ausrichtung. Innerhalb des Gesamtverbandes christlicher Gewerkschaften setzte sich dabei die Haltung Wiebers durch und es kam zum Ausschluss des CMV.
Stattdessen war vorgesehen aus dem Sauerländer Gewerkverein und einer Siegerländer Regionalgewerkschaft einen neuen Zentralverband zu formen. Dieses Vorhaben stand jedoch von vorneherein unter einem schlechten Stern. Dazu trug nicht zuletzt der kulturell-konfessionelle Gegensatz zwischen den katholischen Sauerländern und den protestantischen Siegerländern bei. Hinzu kam, dass der Gesamtverband der christlichen Gewerkschaften rasch umschwenkte und den CMV wieder als Zentralverband anerkannte.
Die organisatorische Unsicherheit führte zu einer erneuten Austrittswelle im Sauerland. Dies zwang die Reste des Gewerkvereins schließlich 1903 zum Anschluss an den CMV.
Von dieser Krise hat sich die Gewerkschaftsbewegung in Neheim bis 1909/10 nicht mehr erholt. Die Mitgliederzahlen aller Richtungsgewerkschaften blieben gering. Allerdings hatte der Sauerländer Gewerkverein die Grundlage dafür geschaffen, dass die christlichen Gewerkschaften in Neheim in den letzten Jahren des Kaiserreichs zu einer Massenbewegung wurden und die Region bis 1933 eine Hochburg der christlichen Gewerkschaftsbewegung blieb.